# (39432) 1079 T-3
1079 T-3 (asteroide 39432) é um asteroide da cintura principal. Possui uma excentricidade de 0.16652590 e uma inclinação de 11.79672º.
Este asteroide foi descoberto no dia 17 de outubro de 1977 por Cornelis Johannes van Houten e Ingrid van Houten-Groeneveld e Tom Gehrels em Palomar.